# Paradosso del sorite
Il paradosso del sorite (dal greco antico σωρίτης sōritēs aggettivo di σωρός sōros, che significa "mucchio") è un paradosso generalmente attribuito al filosofo greco Eubulide di Mileto, noto anche per una formulazione del paradosso del mentitore.

## Il paradosso
Dato un mucchio di sabbia, se eliminiamo un granello dal mucchio avremo ancora un mucchio. Eliminiamo poi un altro granello: è ancora un mucchio. Eliminiamo ancora un granello, e poi ancora uno: il mucchio diventerà sempre più piccolo, finché rimarrà un solo granello di sabbia. In quale momento quel mucchio iniziale non è più un mucchio? Per gli antichi il paradosso stava nel mettere sullo stesso piano due concetti diversi, di tipo qualitativo da un lato, il mucchio, e di tipo quantitativo dall'altro, numerico, il singolo granello.
Per Hegel, rimuovendo o aggiungendo un granello non si giunge a un cambiamento qualitativo, poiché la quantità ritirata o aggiunta è trascurabile rispetto al totale. La variazione è insensibile, quindi il cambiamento quantitativo non comporta un cambiamento qualitativo. Non è semplicemente il numero di unità che influisce, ma l'ordine di grandezza. In matematica tale continuità è rappresentata dall'esponente, che identifica appunto l'ordine di grandezza, per esempio nella costante di Avogadro 6,022×1023. È quindi una giusta approssimazione, come nei numeri infiniti l'uso dei puntini, per esempio la {\displaystyle {\sqrt {2}}=1{,}41421356\dots }. Hegel applica il concetto per esempio alla politica: se una costituzione è adatta per un piccolo paese, una piccola modifica nella misura del suo territorio non richiederà un emendamento costituzionale.
Il paradosso del sorite mostra che la separazione radicale dei concetti di qualità e quantità non è produttiva. Per questo Hegel introduce il concetto di "misura", per consentire il passaggio da qualità a quantità. La logica aristotelica si dimostra incapace di stabilire se queste proposizioni siano vere o false. Essa è strutturalmente incapace di dare una risposta proprio in quanto bivalente, cioè proprio perché ammette due soli valori di verità: vero o falso, bianco o nero, tutto o niente; ma giacché il paradosso contiene un riferimento a sé stesso, non può assumere un valore che sia ben definito (o vero o falso) senza autocontraddirsi: ciò implica che ogni tentativo di risolvere la questione posta si traduce in un'oscillazione senza fine tra due estremi opposti. Il vero implica il falso, e viceversa.
Naturalmente tale paradosso ha molte varianti e applicazioni, come il "paradosso del calvo", o della mela e del torsolo. È una logica polivalente, e pertanto un'estensione della logica booleana. Si può ad esempio dire che:
- un neonato è "giovane" di valore 1 (= vero)
- un diciottenne è "giovane" di valore 0,8
- un sessantacinquenne è "giovane" di valore 0,15
- un anziano è "giovane" di valore 0 (= falso)

In senso stretto è un sistema logico, estensione della logica a valori multipli, che dovrebbe servire come logica del ragionamento approssimato. Da questa scaturisce per esempio la "teoria degli insiemi fuzzy" cioè una teoria di classi con contorni indistinti. Per essa non valgono i principi aristotelici di non contraddizione e del terzo escluso (detto anche tertium non datur). Si ricorda che, dati due insiemi A e !A (non-A), il principio di non contraddizione stabilisce che ogni elemento appartenente all'insieme A non può contemporaneamente appartenere anche a non-A; secondo il principio del terzo escluso, d'altro canto, l'unione di un insieme A e del suo complemento non-A costituisce l'universo del discorso.

## Retorica
Si potrebbe costruire l'argomento, come segue: 
1 000 000 granelli di sabbia è un mucchio di sabbia (Premessa 1)
Un mucchio di sabbia meno un granello è ancora un mucchio. (Premessa 2)
Ripetute applicazioni della seconda premessa (ogni volta che si toglie un granello) costringe ad accettare la conclusione che un cumulo possa essere composto da un solo granello di sabbia. Read osserva che tale "argomento è di per sé un cumulo, o sorite, di passi di modus ponens":
1 000 000 di grani è un mucchio.
Se 1 000 000 è un mucchio poi 999 999 grani è un mucchio.
Così 999 999 grani è un mucchio.
Se 999 999 grani è un mucchio poi 999 998 grani è un mucchio.
Così 999 998 grani è un mucchio.
Se ...
Quindi ... 1 grano è un mucchio.
Il sorite viene anche utilizzato come figura retorica in certi tipi di componimenti, per esempio la nota poesia di Gianni Rodari, poi musicata da Sergio Endrigo. Per fare un tavolo.
Nella letteratura cinese è una forma molto utilizzata. Si riporta un celebre passo di Confucio:
Se i concetti non sono giusti le opere non si compiono, se le opere non si compiono arte e morale non prosperano, se arte e morale non prosperano, la giustizia non è precisa, se la giustizia non è precisa, il paese non sa dove poggiare.
Perciò non si deve tollerare che le parole non siano in ordine, è questo ciò che importa.